# Systremma
Systremma is een geslacht van vlinders van de familie spinneruilen (Erebidae), uit de onderfamilie Calpinae.

## Soorten
- S. crassicornis Herrich-Schäffer, 1855
- S. ennomodes Hampson, 1926
- S. peruviensis Dognin, 1912